# Frances Turner
Frances Turner (Christchurch, 6 de abril de 1992) es una deportista neozelandesa que compitió en remo como timonel.
Ganó una medalla de plata en el Campeonato Mundial de Remo de 2015, en la prueba de ocho con timonel. Participó en los Juegos Olímpicos de Río de Janeiro 2016, ocupando el cuarto lugar en la misma prueba.

## Palmarés internacional
| Campeonato Mundial | Campeonato Mundial     | Campeonato Mundial | Campeonato Mundial |
| Año                | Lugar                  | Medalla            | Prueba             |
| ------------------ | ---------------------- | ------------------ | ------------------ |
| 2015               | Aiguebelette (Francia) | Medalla de plata   | Ocho con timonel   |